# Prehistorik
Prehistorik egy őskorban játszódó platformjáték, melyet az akkori Titus France (ma: Titus Interactive) fejlesztett és adott ki 1991-ben Amiga, Atari ST, Amstrad CPC, MS-DOS és Commodore CDTV platformokra. Prehistorik 2 néven folytatása következett 1993-ban, de már csak MS-DOS-ra és Amstrad CPC-re. 2013-ban az Anuman Interactive kiadta a játék remake-jét iOS és Android operációs rendszerekre.

## Játékmenet
| Összegzőoldal | Értékelés |
| ------------- | --------- |
| Moby Score    | 7,1       |
| Lemon Score   | 6,97      |

| Szerző       | Értékelés |
| ------------ | --------- |
| Amiga Action | 85%       |
| Amiga Format | 68%       |
| Amiga Power  | 73%       |
| Génération 4 | 84%       |
| ST Format    | 68%       |

A Prehistorik egy oldalnézetes balról jobbra haladó platformjáték. A játékos egy barlanglakó neandervölgyit irányít, akinek egyetlen célja, hogy jól megtömje a bendőjét, mielőtt a következő szintre lép. Az élelemszerzés módszere rém egyszerű, nagyjából bármit, ami mozog kupán kell vágni, majd megenni. A kis (h)ősünk a felszín különböző platformjain és barlangokban halad előre egy ismeretlen kontinensen.
Minden szint végén egy főellenséggel kell megküzdjön (dínó, óriás, stb.) a továbbjutásért. Az állatok érintése csökkenti az energiszintünket, de ugyanígy sebződünk, ha eltalál valami, amivel megdobnak (kókusz), vagy amit ránk lőnek (tűzlabda). Káros az egészségünkre, ha tűskékbe lépünk, vagy éles kövekhez érünk, leesni, vízbeesni pedig halálos és a stílusos mennybemenetelünkkel jár (egy élet elveszik). A játék közben az idő is telik, melynek letelte szintén egy élet elvesztését vonja maga után. A barlangok veszélyesek, de sok hasznos dolgot lehet bennük találni az élelem mellett, pl. kőbaltát, mellyel könnyebb lecsapni az állatokat, órát, mely megnöveki a maradék időt, pajzsot, mely védőburkot ad, ankhokat, melyek plusz életet adnak, vagy rugót, mellyel magasabbra lehet ugrani. Néha egy guru is megjelenik rövid ideig lebegve, akit kupán vágva szintén hasonló eszközöket kaphatunk. Előfordul, hogy lufikba kapaszkodva kell lebegve haladni egy szakaszon. Az ellenfelek (dínók, medvék, majmok, sárga szőrmókok, denevérek, pókok, stb.) aranyosak, úgyhogy szinte sajnáljuk bántani őket.
A játékos az őserdőben kezd, majd jeges, csúszos hegyes, vulkanikus helyszínek követik egymást. A nehézségi szint kicsit erősre van hangolva, de ettől még inkább kihívó a játék.

## Fogadtatás
A magyar Amiga Mania magazin úgy látta, hogy "a grafika egészen kellemes, bár inkább funkcionális", a karakterek ábrázolása egyszerű és szerethető, míg a játszhatóság nehézségét "a sajátságos mozgás és ütközésfigyelés adja, amely miatt a játszhatóság is tartogat izgalmakat."
Az Amiga Computing áradozott a Prehistorikról, "a Titus egyik legjobb játékának" nevezve azt.
Az Amiga Format szerint viszont "a játékmenet elég unalmas. Baktatni, kupán vágni néhány állatot és megint baktatni."
A német Amiga Joker azt írta róla, hogy "kisebb hiányosságok ellenére végeredményben megállja a helyét, elvégre szórakoztató és szép. A Prehistorik alulmarad a konkurens Chuck Rockhoz képest."